# NGC 6440
NGC 6440 is een bolvormige sterrenhoop in het sterrenbeeld Boogschutter. Het hemelobject werd op 28 mei 1786 ontdekt door de Duits-Britse astronoom William Herschel.

## Synoniemen
- GCL 77
- ESO 589-SC8